# Adam Leffer
Adam Leffer (* 9. Juni 1820 in Küps; † 5. Mai 1883 ebenda) war ein deutscher Kaufmann und Politiker.

## Leben
Adam Leffer entstammte einer evangelischen Familie und war ab 1862 Kaufmann für Spezerei- und Kurzwaren in seiner Geburtsstadt Küps. Bevor er dieser Tätigkeit nachging hatte er mindestens ab 1853 ein Gasthaus im Ort betrieben.
Als Nachrücker für Ludwig Borger kam er am 17. Februar 1872 in den Bayerischen Landtag (24. Landtag) und wurde Mitglied in der Bayerischen Abgeordnetenkammer. Hier vertrat er für den Wahlbezirk Kronach die Vereinigte Liberale. Bis zum 28. Landtag blieb er Abgeordneter. Ende Juli 1880 schied er auf eigenen Wunsch aus. Sein Nachfolger im Bayerischen Landtag wurde Adam Wenglein.